# Stenli Milgram
Stenli Milgram (engl. Stanley Milgram; 15. avgust 1933 — 20. decembar 1984) bio je američki socijalni psiholog, najpoznatiji po svom kontroverznom eksperimentu poslušnosti koji je sproveden 1960-ih godina tokom njegove profesorske karijere na Univerzitetu Jejl. Istorijski i kulturni uticaj vremena, posebno nacistički režim koji nije zaobišao njegovu porodicu i prijatelje tokom rata, odrazio se u velikoj meri na njegove stavove, moralne dileme i istraživačke probleme tokom profesionalne karijere, što svedoči i njegov govor: “Pokušaću da razumem svoje ljude i učinim sve što mogu da podelim odgovornosti koje je istorija ostavila na sve nas”.
Nakon što dobije zvanje doktora nauka iz oblasti socijalne psihologije na Univerzitetu Harvard, predavano je na Univerzitetu Jejl, Harvard, a kasnije većinu svoje profesorske karijere provodi na državnom univerzitetu u Njujorku (City University of New York Graduate Center), sve do svoje smrti 1984. godine. 
Milgram je 1965. godine dobio socio-psihološku nagradu od stane Američkog udruženja
za unapređenje nauke za svoj rad (eksperiment poslušnosti. Bio član Američke
organizacije za unapređenje nauke i Američke psihološke asocijacije, kao i član Američke
akademije za umetnost i nauku.
Čovek koji je šokirao svet, kako se navodi u knjizi "The Man Who Shocked the World: The Life and Legacy of Stanley Milgram” koja opisuje njegov život i rad, izazvao je brojne kontroverzije i kritike u akademskom svetu, bio je radoznao, svestran i strastven naučnik koji se borio za svoje ideje i principe, kako svedoči njegova supruga, Aleksandra Milgram, bio je naučnik koji je često “ključao” od ideja i čovek koji je ostavio pozitivan utisak na sve one koji su ga poznavali i voleli.
Stenli Milgram je umro 20. decembra 1984. godine, u 51 godini života, od srčanog udara u Njujorku. To je bio peti po redu srčani udar. Ostavio je udovicu Aleksandru Milgram, ćerku (Michele Sara) i sina (Marc Daniel).

## Biografija

### Detinjstvo
Milgram je rođen 15. avgusta 1933. godine u Bronksu, u Njujorku. Potiče iz funkcionalne porodice jevrejskog porekla, srednje radničke klase, koja je imala uslove da mu obezbedi normalno detinjstvo. Roditelji, Samuel i Adel, bili su jevrejski imigranti iz Istočne Evrope koji su se preselili u Bronks (Njujork) tokom Prvog svetskog rata. Samuel je bio pekar koji je studirao u Nemačkoj i služio kao vojnik tokom Prvog svetskog rata, dok je Adel često radila u Samuelovoj pekari. Stenli je bio drugo dete u porodici, rođen iste godine kada je Hitler došao na vlast u Nemačkoj. Imao je posvećene i brižne roditelje, stariju sestru i mlađeg brata. 

### Školovanje
Stenli Milgram je bio radoznalo i inteligentno dete još u ranom detinjstvu. Usvajao je i učio činjenice brzo, često neformalno. U predškolskom uzrastu je govorio o predsedniku Linkolnu, tako što je prethodno slušao majku koja je pomagala njegovoj starijoj sestri da uči. Pokazao je rano interesovanje za nauku, manje za sport. Stenli je takođe pokazivao interesovanje prema muzici, uživao je slušajući operu, zajedno sa ocem često je slušao čuvenu pevačicu Jeanette McDonald. Bio je odličan učenik i dobar lider među vršnjacima tokom osnovnog i srednjeg obrazovanja, gde je diplomu srednjeg obrazovanja stekao za tri godine u James Monroe Visokoj školi u Bronks-u.
Akademska karijera Stenli Milgrama je izrazito bogata. Stenli je studirao političke nauke i diplomirao na koledžu Queens (Queens Collage), planirajući da uđe u inostranu službu, interesujući se za međunarodne poslove, prijavio se na Univerzitet Kolumbija (Columbia University) na kome je bio prihvaćen. Kao
diplomac, Stenli je pokazivao interesovanje prema stranim zemljama, narodima i njihovim kulturama. Od dekana fakulteta na poslednjim semestru dobija predlog za dalje usavršavanje na departmanu za socijalne odnose Univerziteta Harvard. Stenli je morao da položi psihološke kurseve, što je bio uslov da bude prihvaćen na univerzitetu, pa je to leto proveo slušajući devet kurseva na tri različita koledža (Hunter, Brooklyn i NYU). Tokom godina na Harvardu, Stenli se zainteresovao za međukulturna istraživanja (dugo je radio na komparativnom istraživanju na temu konformizma u Oslu i Parizu). 
Nakon završetka doktorskih studija, Stenli prihvata poziciju docent profesora na Univerzitetu Jejl 14. oktobra 1960. godine. Istraživačka strast Stenlija nastavila se na univerzitetu na kome započinje pilot istraživanje svog čuvenog eksperimenta poslušnosti. Godine 1963. Stenli prihvata imenovanje na Harvardu kao docent na departmanu za društvene odnose, gde se navodi zanimljiva anegdota da je tokom procesa zapošljavanja od njega traženo srednje ime, dok je on kroz rimu u stihu odgovorio da je rođen bez srednjeg imena. Na osnovu analize
porekla i rane evolucije Milgramovih eksperimenata ističe se njegova fascinacija prema
nacionalizmu, konformizmu, stereotipijama, posebno holokaustu, takođe se napominje uticaj Solomona Eš-a (Solomon Ash), Stenlijeva doktorska disertacija je bila inspirisana njegovim radom.

### Naučni doprinos
Njegov naučni doprinos je bio svestran, pored eksperimenta poslušnosti, ispitivao je i razne
aspekte društvenog života, kao na primer gomilu, nasilje na televiziji, urban život, mentalne mape, fotografiju i film. Producirao je šest naučnih filmova, među kojima su “The Sity and the Self” koji je osvojio srebrnu medalju na Međunarodnom filmskom festivalu u Njujorku.

## Literatura
- Milgram, A (2011). The man, his passions and motivations., 24, (9)
- Moran, A (2014). Stanley Milgram: A Character Study in Social Context.
- Russell, N. J. (2010). Milgram's obedience to authority experiments: Origins and early evolution. British Journal Of Social Psychology, 140-162
- Raver, D. Psyography: Stanley Milgram, Internet Source for Biographies on Psychologiest, https://web.archive.org/web/20171202174450/http://faculty.frostburg.edu/mbradley/psyography/stanleymilgram.html